# 青森公立大学
青森公立大学（あおもりこうりつだいがく、英語: Aomori Public University）は、青森県青森市の公立大学。

## 概観

### 大学全体
青森市と東津軽郡の町村による一部事務組合の「青森地域広域事務組合」により、1993年に設置された。2009年4月より、青森市が設置する公立大学法人青森公立大学が運営・設置者である。
略称としては「青公大」のほか、「APC」("Aomori Public College"より）、「APU」("Aomori Public University"より）が用いられる。

### 教育の基本方針、教育目的、教育目標
教育の基本方針
青森公立大学は、以下の方針を掲げることにより「学士教育」に対する社会的責任を果たす。
1. 多くのことを教えすぎないこと。
2. 教えるべきことは徹底して教えること。
3. 常に『何故か』の問いを発し、自らの頭で考える知的訓練を課し、創造力を育てること。

教育目的
「経営経済の専門性を持った教養人の育成」。専門的な知識のみではなく、グローバルな視野とコモン・センスを兼ね備えた教養人の育成を目的とし、以下の理念を掲げる
1. 教育に責任を持ち、社会に対して教育の質を保証する。
2. 地域に開かれた大学として、地域社会の発展に貢献する。

教育目標
グローバル化と情報化、多極化と複雑化が進展する現代社会にあって、経営経済の専門知識と豊かな教養を修めることによって解決すべき諸課題を的確に把握し、解決策を考案し、その実現のために協働できる、意欲的で活動的な人材を育成することである。

### 特色
青森公立大学は、成績評価指標としてGPA制度を導入している。累積、または当期GPAが所定の数値を満たし、優秀な成績をおさめた学生に対しては表彰が行われる「成績優秀者表彰制度」が存在する。
一方で、一定期間続けてGPAが所定の水準に達しない学生には、退学を勧告する。これは、学生の履修責任を明確にすることで、学びの「質」を保証する狙いのためである。

## 沿革

### 略歴
1988年青森市議会定例会において、当時の青森市長工藤正が『市が主体となった公立大学の設置』を表明。1990年青森公立大学設置促進期成会の発足、署名・募金活動を開始され、1993年に開学した公立の大学である。公立とはいえ、実態は地元の金融機関ならびに商社が出資の大半を占める。したがって経営経済学部のみの設置となった。

### 年表
- 1993年（平成5年） - 開学（経営経済学部経営経済学科）。
- 1997年（平成9年） - 大学院修士課程開設（経営経済学研究科 経営経済学専攻）。
- 1998年（平成10年） - 青森公立大学地域研究センター開設。
- 2005年（平成17年） - 青森公立大学まちなかラボをアウガ6階に開設。
- 2006年（平成18年） - 経営学科・経済学科・地域みらい学科の1学部3学科に改編（経営経済学部）。
- 2009年（平成21年） - 公立大学法人へ移行。
- 2013年（平成25年）4月 - 英語表記がAomori Public CollegeからAomori Public Universityに変更。それに伴いロゴも変更。

## 基礎データ

### 所在地
- 教育研究棟(青森県青森市大字合子沢)
- 青森公立大学まちなかラボ(青森駅前再開発ビル アウガ6階)

### 象徴
- アダム・ミツキェヴィチの銅像を正門前に設置している。

これは本学の、地域や国内外の人々との「交流のシンボル」である。

## 学部・学科
- 経営経済学部
  - 経営学科
  - 経済学科
  - 地域みらい学科

## 大学院
- 経営経済学研究科
  - 経営経済学専攻

## 附属機関
- 附属図書館
- 地域連携センター
  - 地域研究センター
- 国際芸術センター青森[1]

## 他大学との協定
国際・学術交流等協定校
- ウィラメット大学アトキンソン経営大学院（アメリカ・オレゴン州）

## 大学関係者と組織

### 大学関係者一覧
- 青森公立大学の人物一覧